# Alfred Szperling

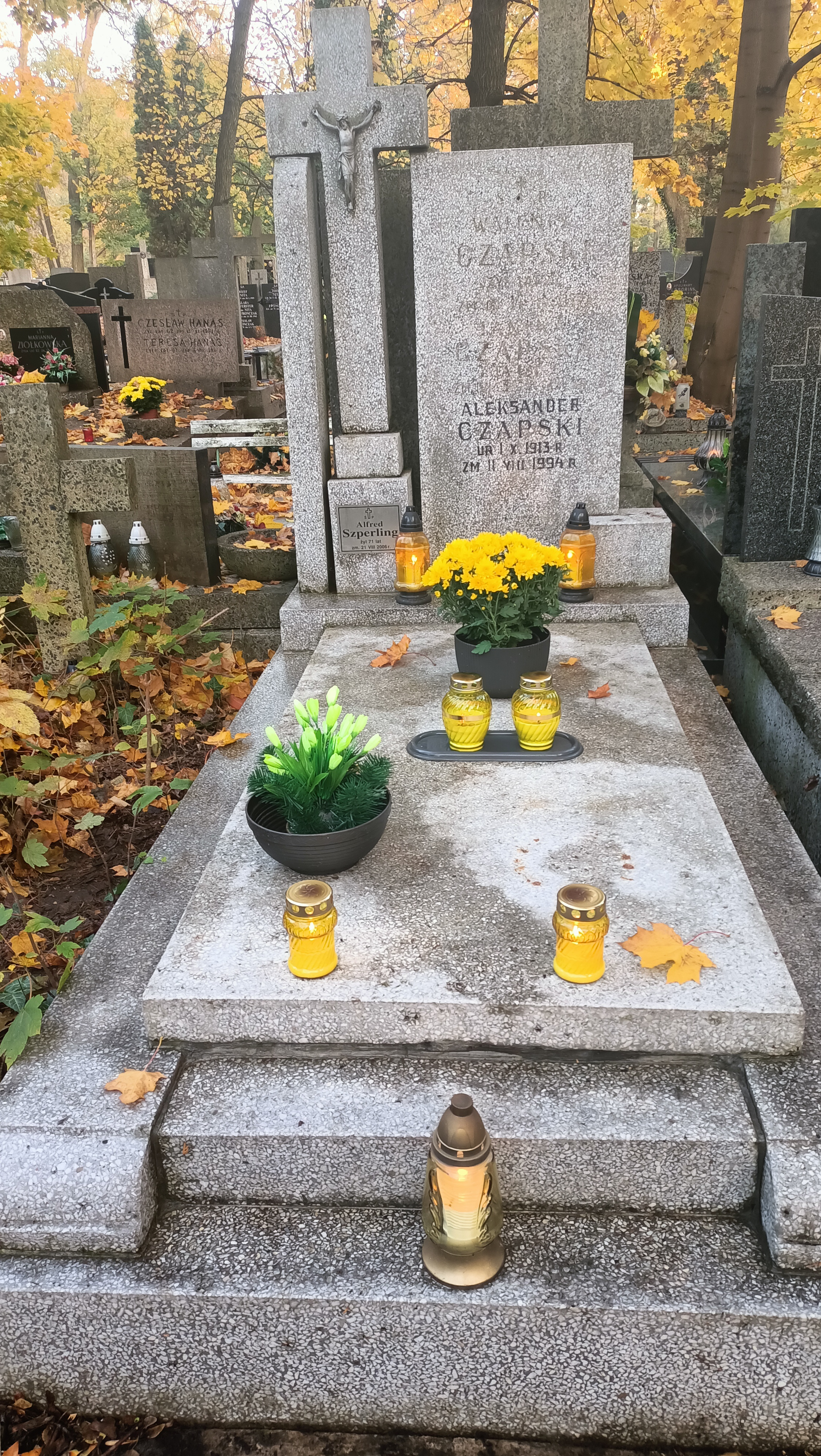
Grób Alfreda Szperlinga na Cmentarzu Bródnowskim w Warszawie

Alfred Jerzy Szperling (ur. 3 stycznia 1935 w Warszawie, zm. 21 sierpnia 2006 tamże) – polski siatkarz, mistrz i reprezentant Polski.

## Kariera sportowa
Przez całą karierę był zawodnikiem Legii (CWKS) Warszawa, z którą wywalczył czternaście medali mistrzostw Polski, w tym mistrzostwo w 1962, 1964 i 1967, wicemistrzostwo w 1956, 1957, 1958, 1959, 1963, 1965 i 1966 oraz brązowy medal w 1955, 1960, 1961 i 1968.
W reprezentacji Polski debiutował 29 kwietnia 1956 w towarzyskim meczu z Węgrami, wystąpił m.in. na mistrzostwach świata w 1956 (4. miejsce), 1960 (4. miejsce) i 1962 (6. miejsce) oraz mistrzostwach Europy w 1958 (6. miejsce). Ostatni raz w reprezentacji Polski wystąpił w meczu mistrzostw świata z ZSRR – 26 października 1962. Łącznie w biało-czerwonych barwach zagrał w 110 spotkaniach, w tym 100 oficjalnych.
Pochowany na cmentarzu Bródnowskim (kwatera 39B-4-24).